# Lynne Jewell
Lynne Jewell (Burbank, 26 de noviembre de 1959) es una deportista estadounidense que compitió en vela en las clases Laser Radial y 470. 
Participó en los Juegos Olímpicos de Seúl 1988, obteniendo una medalla de oro en la clase 470 (junto con Allison Jolly). Ganó tres medallas de plata en el Campeonato Mundial de Laser Radial entre los años 1980 y 1985.

## Palmarés internacional
| Campeonato Mundial | Campeonato Mundial        | Campeonato Mundial | Campeonato Mundial |
| Año                | Lugar                     | Medalla            | Clase              |
| ------------------ | ------------------------- | ------------------ | ------------------ |
| 1980               | Kingston (Canadá)         | Medalla de plata   | Laser Radial       |
| 1983               | Gulfport (Estados Unidos) | Medalla de plata   | Laser Radial       |
| 1985               | Halmstad (Suecia)         | Medalla de plata   | Laser Radial       |

| Juegos Olímpicos | Juegos Olímpicos     | Juegos Olímpicos | Juegos Olímpicos |
| Año              | Lugar                | Medalla          | Clase            |
| ---------------- | -------------------- | ---------------- | ---------------- |
| 1988             | Seúl (Corea del Sur) | Medalla de oro   | 470              |